# دو ري مي (مسلسل)
دو ري مي مسلسل غنائي إماراتي، عرص سنة 2013، وهو من تأليف ريم السلام وإخراج سلطان خسروه، بطولة مجموعة من خريجي برنامج ستار أكاديمي من الوجوه الشابة، كتب كلمات الأغاني الشاعر مناف منذر ولحنها مشعل المانع وايدو، يتضمن المسلسل قرابة 60 أغنية على مدى 15 حلقة.

## القصة
يعرض قصة الأستاذة «مها» التي تجسدها المطربة الإماراتية رويدا المحروقي التي تقوم بتدريس مادة اللغة العربية في الجامعة لطلبتها من الجنسين إلى جانب عشقها للغناء والشعر والمسرح، ترتبط بعلاقات وثيقة مع الطلبة، تلاحظ أن النشاط الإبداعي الغنائي الذي كان حاضرا بقوة خلال دراستها بالجامعة لم يعد كالسابق، وتحاول إحياء هذا النشاط من خلال استقطاب المواهب الشابة الواعدة في مجال الغناء، وتبدأ رحلة تأسيس فرقتها الموسيقية الجامعية رغم العثرات والمشاكل التي تواجهها والإحباط حولها من بعض الأساتذة.

## الممثلون
- رويدا المحروقي.
- فاطمة الحوسني.
- عيسى عبدالله .
- أبرار سبت.
- ألماس.
- إبراهيم دشتي.
- ليان بزلميط.
- مروى بن صغير.
- مروان عبدالله.
- آلاء شاكر.